# Bradley J. Anderson
Bradley J. Anderson (* 14. Juni 1957 in Oklahoma City, Oklahoma; † 12. Mai 2000 in Culver City, Kalifornien) war ein US-amerikanischer Kostümbildner.

## Leben
Anderson stammte aus Oklahoma City und arbeitete in den 1970er-Jahren bei der Firma Western Costume Co. in North Hollywood. Später wirkte er an mehreren Filmen mit Sylvester Stallone mit. Zu seinen bekanntesten Arbeiten gehören Speed und Daylight. Von 1998 bis 2000 arbeitete er für die Fernsehserie Nash Bridges.
Am 12. Mai 2000 geriet er in einen Überfall und wurde von einem der Räuber erschossen.

## Filmografie
- 1989: Tango und Cash (Tango & Cash)
- 1990: Rocky V
- 1992: Stop! Oder meine Mami schießt! (Stop! Or My Mom Will Shoot)
- 1994: Speed
- 1994: The Specialist
- 1995: Judge Dredd
- 1996: Daylight
- 1997: Cop Land
- 1998: Ein Zwilling kommt selten allein (The Parent Trap)
- 1998–2000: Nash Bridges (Fernsehserie)